# Hartford (Alabama)
Pour les articles homonymes, voir Hartford.
Hartford est une ville américaine située dans le comté de Geneva en Alabama.
Selon le recensement de 2010, Hartford compte 2 624 habitants. La municipalité s'étend sur 6,25 milles carrés (16,19 km2), dont 6,24 milles carrés (16,16 km2) de terres.

## Démographie
| 1900 | 1910  | 1920  | 1930  | 1940  | 1950  | 1960  | 1970  |
| ---- | ----- | ----- | ----- | ----- | ----- | ----- | ----- |
| 382  | 1 159 | 1 561 | 1 419 | 1 494 | 1 655 | 1 956 | 2 648 |

| 1980  | 1990  | 2000  | 2010  | - | - | - | - |
| ----- | ----- | ----- | ----- | - | - | - | - |
| 2 647 | 2 448 | 2 369 | 2 624 | - | - | - | - |